# فاگونیا کرتیکا
فاگونیا کرتیکا (نام علمی: Fagonia cretica) نام یک گونه از تیره قیچیان است.